# Операционное исчисление
Операционное исчисление — раздел математического анализа, занимающийся главным образом алгебраическими операциями, производимыми над символами операции (или преобразованиями). Методы математического анализа, позволяющие в ряде случаев с помощью простых средств решать сложные математические задачи.

## История
В середине XIX века появился ряд сочинений, посвящённых так называемому символическому исчислению и применению его к решению некоторых типов линейных дифференциальных уравнений. Сущность символического исчисления состоит в том, что вводятся в рассмотрение и надлежащим образом интерпретируются функции оператора дифференцирования {\displaystyle p={d \over dt}} (теория операторов).
В 1862 году в Киеве вышла обстоятельная монография профессора-математика Михаила Ващенко-Захарченко «Символическое исчисление и приложение его к интегрированию линейных дифференциальных уравнений».[значимость факта?] В ней поставлены и разрешены основные задачи того метода, который в дальнейшем получил название операционного.
В 1892 году появились работы английского учёного Оливера Хевисайда, посвящённые применению метода символического исчисления к решению задач по теории распространения электрических колебаний в проводах. В отличие от своих предшественников, Хевисайд определил обратный оператор однозначно, полагая {\displaystyle {\frac {1}{p}}f(t)=\int \limits _{0}^{t}\!f(u)\,du} и считая {\displaystyle f(u)=0} для {\displaystyle u<0}. Труды Хевисайда положили начало систематическому применению символического, или операционного, исчисления к решению физических и технических задач.
Однако широко развитое в трудах Хевисайда операционное исчисление не получило математического обоснования, и многие его результаты оставались недоказанными. Строгое обоснование было дано значительно позже, когда была установлена связь между функциональным преобразованием Лапласа {\displaystyle {\bar {f}}(p)=L\left[f(t)\right]=\int \limits _{0}^{\infty }\!e^{-pt}f(t)\,dt} и оператором дифференцирования {\displaystyle {d \over dt}.} Именно, если существует производная {\displaystyle f^{\prime }(t)}, для которой {\displaystyle L\left[{df \over dt}\right]} существует и {\displaystyle f(0)=0}, то {\displaystyle L\left[{df \over dt}\right]=p{\bar {f}}(p)}.
В 1950-е годы теоретическое обоснование операционного исчисления продолжил Ян Микусинский, его идеи отличаются оригинальным взглядом и новаторским подходом, его вариант операционного исчисления получил название «операционное исчисление по Микусинскому». Этот метод может быть применён для решения дифференциальных уравнений и основан на использовании операции свёртки с применением преобразования Фурье.

## Свойства изображений
- Линейность

Оригинал линейной комбинации функций равен линейной комбинации изображений с теми же коэффициентами.
{\displaystyle a\cdot f(t)+b\cdot g(t)\quad \Rightarrow \quad a\cdot F(p)+b\cdot G(p),}
где a и b — произвольные комплексные числа.
- Теорема подобия

{\displaystyle f(at)\quad \Rightarrow \quad {\frac {1}{a}}F\left({\frac {p}{a}}\right),}
где a>0.
- Дифференцирование оригинала

{\displaystyle f(t)\quad \Rightarrow \quad F(p);}
{\displaystyle f'(t)\quad \Rightarrow \quad pF(p)-f(0);}
{\displaystyle f''(t)\quad \Rightarrow \quad p^{2}F(p)-pf(0)-f'(0);}
{\displaystyle f'''(t)\quad \Rightarrow \quad p^{3}F(p)-p^{2}f(0)-pf'(0)-f''(0);}
{\displaystyle ...}
{\displaystyle f^{(n)}(t)\quad \Rightarrow \quad p^{n}F(p)-p^{n-1}f(0)-p^{n-2}f'(0)-p^{n-3}f''(0)-...-f^{(n-1)}(0).}
- Дифференцирование изображения

{\displaystyle -tf(t)\quad \Rightarrow \quad F'(p).}
- Интегрирование оригинала

{\displaystyle \int \limits _{0}^{t}f(t)dt\quad \Rightarrow \quad {\frac {1}{p}}F(p).}
- Интегрирование изображения

{\displaystyle {\frac {f(t)}{t}}\quad \Rightarrow \quad \int \limits _{p}^{\infty }F(p)dp.}
- Теорема смещения

{\displaystyle e^{at}f(t)\quad \Rightarrow \quad F(p-a).}
- Теорема запаздывания

{\displaystyle f(t-\tau )\quad \Rightarrow \quad e^{-p\tau }F(p).}
- Теорема умножения (свёртки)

{\displaystyle \int \limits _{0}^{t}f(\tau )g(t-\tau )d\tau \quad \Rightarrow \quad F(p)\cdot G(p).}

## Разделы
- Классическое операционное исчисление Хевисайда
- Операционное исчисление Микусинского
- Первая теорема разложения[3]

## Изображения различных функций
| Оригинал                             | Изображение                                              |  | Оригинал                                           | Изображение                                                          |  | Оригинал                                            | Изображение                                                          |
| ------------------------------------ | -------------------------------------------------------- |  | -------------------------------------------------- | -------------------------------------------------------------------- |  | --------------------------------------------------- | -------------------------------------------------------------------- |
| {\displaystyle C}                    | {\displaystyle {\frac {C}{p}}}                           |  | {\displaystyle t\cdot \sin ~\omega t}              | {\displaystyle {\frac {2p\omega }{(p^{2}+\omega ^{2})^{2}}}}         |  | {\displaystyle t\cdot \operatorname {sh} ~\omega t} | {\displaystyle {\frac {2p\omega }{(p^{2}-\omega ^{2})^{2}}}}         |
| {\displaystyle e^{at}}               | {\displaystyle {\frac {1}{p-a}}}                         |  | {\displaystyle t\cdot \cos ~\omega t}              | {\displaystyle {\frac {p^{2}-\omega ^{2}}{(p^{2}+\omega ^{2})^{2}}}} |  | {\displaystyle t\cdot \operatorname {ch} ~\omega t} | {\displaystyle {\frac {p^{2}+\omega ^{2}}{(p^{2}-\omega ^{2})^{2}}}} |
| {\displaystyle \sin ~\omega t}       | {\displaystyle {\frac {\omega }{p^{2}+\omega ^{2}}}}     |  | {\displaystyle \operatorname {sh} ~\omega t}       | {\displaystyle {\frac {\omega }{p^{2}-\omega ^{2}}}}                 |  | {\displaystyle t^{n}}                               | {\displaystyle {\frac {n!}{p^{n+1}}}}                                |
| {\displaystyle \cos ~\omega t}       | {\displaystyle {\frac {p}{p^{2}+\omega ^{2}}}}           |  | {\displaystyle \operatorname {ch} ~\omega t}       | {\displaystyle {\frac {p}{p^{2}-\omega ^{2}}}}                       |  | {\displaystyle t^{a}}                               | {\displaystyle {\frac {\Gamma (a+1)}{p^{a+1}}}}                      |
| {\displaystyle e^{at}\sin ~\omega t} | {\displaystyle {\frac {\omega }{(p-a)^{2}+\omega ^{2}}}} |  | {\displaystyle e^{at}\operatorname {sh} ~\omega t} | {\displaystyle {\frac {\omega }{(p-a)^{2}-\omega ^{2}}}}             |  | {\displaystyle e^{at}t^{n}}                         | {\displaystyle {\frac {n!}{(p-a)^{n+1}}}}                            |
| {\displaystyle e^{at}\cos ~\omega t} | {\displaystyle {\frac {p-a}{(p-a)^{2}+\omega ^{2}}}}     |  | {\displaystyle e^{at}\operatorname {ch} ~\omega t} | {\displaystyle {\frac {p-a}{(p-a)^{2}-\omega ^{2}}}}                 |  |                                                     |                                                                      |

## Применение операторных методов в электротехнике

Переходный процесс в коммутируемой RL-цепочке

### Задача
На рисунке изображена коммутируемая RL-цепочка. В некоторый момент времени t=0 ключ К замыкается. Определить зависимость тока в RL-цепочке от времени.

### Решение традиционным методом
Согласно второму закону Кирхгофа, схема описывается следующим дифференциальным уравнением:
{\displaystyle U=iR+L{\frac {di}{dt}},}
где первый член описывает падение напряжения на резисторе R, а второй — на индуктивности L.
Делаем замену переменной {\displaystyle i=ab} и приводим уравнение к виду:
{\displaystyle U=Rab+L(a'b+ab');\qquad U=a(Rb+Lb')+La'b.}
Поскольку один из сомножителей a, b можно выбрать произвольно, выберем b так, чтобы выражение в скобках было равно нулю:
{\displaystyle Rb+Lb'=0.}
Разделяем переменные:
{\displaystyle {\frac {b'}{b}}=-{\frac {R}{L}};\qquad \ln b=-{\frac {R}{L}}t;\qquad b=e^{-{\frac {R}{L}}t}.}
С учётом выбранного значения b дифференциальное уравнение приводится к виду
{\displaystyle U=La'e^{-{\frac {R}{L}}t};\qquad a'={\frac {Ue^{{\frac {R}{L}}t}}{L}};}
Интегрируя, получаем
{\displaystyle a={\frac {L}{R}}\cdot {\frac {Ue^{{\frac {R}{L}}t}}{L}}+C={\frac {Ue^{{\frac {R}{L}}t}}{R}}+C;\qquad }
Получаем выражение для тока
{\displaystyle i=ab=\left({\frac {Ue^{{\frac {R}{L}}t}}{R}}+C\right)\cdot e^{-{\frac {R}{L}}t}={\frac {U}{R}}+Ce^{-{\frac {R}{L}}t};}
Значение постоянной интегрирования находим из условия, что в момент t=0 тока в цепи не было:
{\displaystyle i(0)=0;\qquad {\frac {U}{R}}+C=0;\qquad C=-{\frac {U}{R}}.}
Окончательно получаем
{\displaystyle i={\frac {U}{R}}\left(1-e^{-{\frac {R}{L}}t}\right).}

### Решение операторным методом
Найдём изображения каждого из слагаемых дифференциального уравнения:
{\displaystyle i\Rightarrow I;\qquad U\Rightarrow {\frac {U}{p}};\qquad iR\Rightarrow IR;\qquad L{\frac {di}{dt}}\Rightarrow L\left[pI-i(0)\right]=pLI.}
{\displaystyle U\Rightarrow {\frac {U}{p}}} получается потому, что изменение U во времени выражается функцией U = H(t)U (ключ замкнули в момент t = 0), где H(t) — ступенчатая функция Хевисайда (единичная функция), (H(t) = 0 при t < 0 и H(t) = 1 при t = 0 и t > 0, причём изображение H(t) есть 1/p).
Получаем следующее изображение дифференциального уравнения
{\displaystyle {\frac {U}{p}}=RI+pLI=I(R+pL).}
Из последнего выражения найдём изображение тока:
{\displaystyle I={\frac {U}{p(R+pL)}}.}
Таким образом, решение сводится к нахождению оригинала тока по известному изображению.
Разложим правую часть уравнения на элементарные дроби:
{\displaystyle {\frac {U}{p(R+pL)}}={\frac {A}{p}}+{\frac {B}{R+pL}}={\frac {A(R+pL)+Bp}{p(R+pL)}}={\frac {AR+p(AL+B)}{p(R+pL)}};}
{\displaystyle AR=U;\qquad A={\frac {U}{R}};}
{\displaystyle AL+B=0;\qquad B=-AL=-{\frac {UL}{R}};}
{\displaystyle I={\frac {U}{Rp}}-{\frac {UL}{R(R+pL)}}={\frac {U}{Rp}}-{\frac {U}{R({\frac {R}{L}}+p)}}={\frac {U}{R}}\left({\frac {1}{p}}-{\frac {1}{{\frac {R}{L}}+p}}\right).}
Найдём оригиналы элементов последнего выражения:
{\displaystyle {\frac {1}{p}}\Leftarrow 1;\qquad {\frac {1}{{\frac {R}{L}}+p}}\Leftarrow e^{-{\frac {R}{L}}t}.}
Окончательно получаем
{\displaystyle i={\frac {U}{R}}\left(1-e^{-{\frac {R}{L}}t}\right).}

### Вывод
Операционное исчисление чрезвычайно удобно в электротехнике для расчёта динамических режимов различных цепей. Алгоритм расчёта следующий.
1) Все элементы цепи рассматриваем как сопротивления Zi, величины которых находим исходя из изображений переходных функций соответствующих элементов.
Например, для резистора:
{\displaystyle u=iR;\quad \Rightarrow \quad U=IR\quad \Rightarrow \quad Z_{R}=R.}
Для индуктивности:
{\displaystyle u=L{\frac {di}{dt}}\quad \Rightarrow \quad U=IpL\quad \Rightarrow \quad Z_{L}=pL.}
Для ёмкости:
{\displaystyle u={\frac {1}{C}}\int idt\quad \Rightarrow \quad U={\frac {I}{pC}}\quad \Rightarrow \quad Z_{C}={\frac {1}{pC}}.}
2) Используя указанные значения сопротивлений, находим изображения токов в цепи, используя стандартные методы расчёта цепей, применяемые в электротехнике.
3) Имея изображения токов в цепи, находим оригиналы, которые и являются решением дифференциальных уравнений, описывающих цепь.

## Применение операционного исчисления
Операторные методы применяются в теории электрических цепей, радиотехнике, импульсной технике, теории автоматического управления, теории сигналов, теоретической механике. Переход к изображениям позволяет перейти от решения дифференциальных уравнений к алгебраическим. Операционное исчисление позволяет работать с разрывными функциями, например функция-«ножницы», импульс, дельта-функция и другие. Эта особенность отличает операционное исчисление от алгебраического анализа с его непрерывностью и дифференцированностью в каждой точке. Однако, операционное исчисление является разделом комплексного анализа.

### Замечания
Полученные выше выражения для операторного сопротивления различных элементов с точностью до преобразования
{\displaystyle p\rightarrow j\omega }
совпадают с соответствующими выражениями для сопротивлений в цепях переменного тока:
{\displaystyle Z_{R}=R;\qquad Z_{L}=j\omega L;\qquad Z_{C}={\frac {1}{j\omega C}}.}